# Коллін Бенджамін
Коллін Бенджамін (англ. Collin Benjamin, нар. 3 серпня 1978, Віндгук) — намібійський футболіст, що грав на позиції півзахисника.
Виступав, зокрема, за клуб «Гамбург», а також національну збірну Намібії.
Дворазовий володар Кубка Інтертото.

## Клубна кар'єра
Народився 3 серпня 1978 року в місті Віндгук. Вихованець футбольної школи клубу «Цивікс» (Віндгук). Дорослу футбольну кар'єру розпочав 1999 року в основній команді того ж клубу. 
Згодом з 1999 по 2001 рік грав у складі команд клубів «Джерманія Скнельсен», «Распо Ельмсорн» та «Гамбург-2».
Своєю грою за останню команду привернув увагу представників тренерського штабу головної команди «Гамбурга», до складу якого приєднався 2001 року. Відіграв за гамбурзький клуб наступні десять сезонів своєї ігрової кар'єри.
Завершив професійну ігрову кар'єру у клубі «Мюнхен 1860», за команду якого виступав протягом 2011—2012 років.

## Виступи за збірну
У 1999 році дебютував в офіційних матчах у складі національної збірної Намібії. Протягом кар'єри у національній команді, яка тривала 14 років, провів у її формі 32 матчі, забивши 2 голи.
У складі збірної був учасником Кубка африканських націй 2008 року у Гані.

## Титули і досягнення
- Володар Кубка Інтертото (2):

«Гамбург»: 2005, 2007